# Ктенопома габонська
Габонська ктенопома (Ctenopoma gabonense) — тропічний прісноводний вид лабіринтових риб з родини анабасових (Anabantidae).
Існує певна плутанина з ідентифікацією цих риб. Вони часто фігурують під назвою Ctenopoma nigropannosum або Anabas nigropannosus, але типові зразки C. nigropannosum, на відміну від типових зразків C. gabonense, не відповідають цьому видові, тому застосування назви nigropannosum є помилковим.

## Опис
Максимальний розмір 16,5 см стандартної (без хвостового плавця) довжини. Тіло видовжене, профіль черева прямий. Висота тіла поступово збільшується від морди приблизно до початку спинного плавця, де сягає свого максимального значення — близько 30 % стандартної довжини. Голова та морда гострі. Довжина голови становить близько 30 % стандартної довжини, а довжина морди — близько 20 % довжини голови й приблизно дорівнює діаметру ока. Простір між очима майже плоский, значно ширший за діаметр ока. Рот помірно широкий, верхня щелепа не виходить за вертикаль, опущену від центру ока. Пори на голові маленькі й непримітні. Зяброві кришки вкриті зубчиками.
У спинному плавці 19-21 твердий і 8-11 м'яких променів, в анальному 9-11 твердих і 8-11 м'яких променів, у грудних по 12-14 променів. Анальний та спинний плавці загострені на кінці. Відстань між спинним і хвостовим та анальним і хвостовим плавцями незначна. Черевні плавці не досягають анального отвору. 28-30 лусок у бічному ряді, 13-19 лусок у верхній бічній лінії, 11-16 у нижній, 2-4 луски розташовані вище верхньої бічної лінії, 7-9 нижче за неї. 30 хребців.
Забарвлення однотонне. Тіло та голова в дорослих риб темно-коричневі, черево також коричневе, але зазвичай світліше. Неповнолітні зразки (розміром до 40 мм стандартної довжини) мають на тілі 8-10 темних смуг, кожна в один ряд лусок завширшки. З віком ці смуги стають непомітними. Черевні плавці в дорослих риб мають слабку чорну пігментацію, в неповнолітніх вони чисті. Натомість молодь має невелику концентрацію пігменту біля основи м'якопроменевої частини спинного плавця. Зяброві мембрани у вирізі зябрових кришок чорні.

## Поширення
Габонська ктенопома поширена в прісних водоймах західно-центральної Африки: в басейні річки Огове в Габоні та в центральній частині басейну Конго (Демократична Республіка Конго).